# ريكس كونينغهام
ريكس كونينغهام (بالإنجليزية: Rex Cunningham)‏ هو لاعب دوري الرغبي نيوزيلندي، ولد في 11 يناير 1924، وتوفي في 18 نوفمبر 2015 في Taupaki ‏ في نيوزيلندا.